# Бальде, Алиу
Алиу́ Бадара́ Бальде́ (фр. Aliou Badara Baldé; родился 12 декабря 2002 года, Зигиншор, Сенегал) — сенегальский и гвинейский футболист, нападающий клуба «Ницца» и сборной Гвинеи. Выступает на правах аренды за клуб «Лозанна».

## Карьера
Алиу — уроженец города Зигиншор, расположенного в южной части Сенегала и являющегося административным центром одноимённой области. Воспитанник сенегальского клуба «Диамбарс».
19 января 2021 года подписал профессиональный контракт с нидерландским «Фейеноордом». 20 марта 2021 года дебютировал в Эредивизи в поединке против «Эммена», выйдя на замену на 81-о минуте вместо Луиса Синистерра. Всего в дебютном сезоне провёл 3 встречи.
В январе 2022 года перешёл на правах аренды в бельгийский «Васланд-Беверен».
Участник чемпионата мира 2019 года среди юношей до 17 лет. Сыграл на турнире 4 встречи. Вместе с командой дошёл до 1/8 финала, где сборная Сенегала уступила юношам из Испании со счётом 1:2. Также участвовал в Кубке африканских наций 2019 года среди юношей до 17 лет, провёл на турнире 3 встречи, однако добиться результатов вместе со сборной не смог.